# Jaciment de l'avinguda Antoni Maura

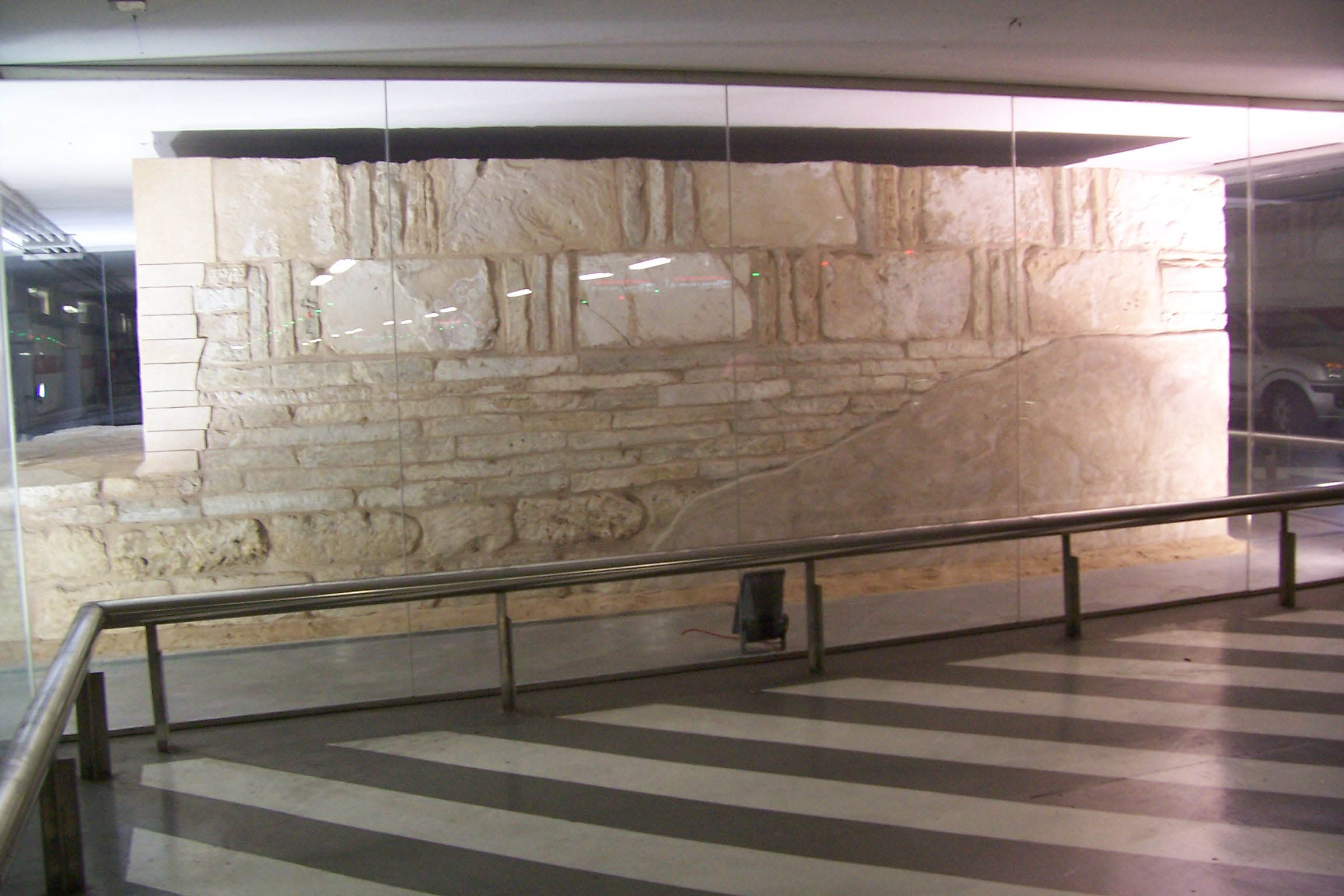
Pont Pisà (peu occidental)

El jaciment de l'avinguda d'Antoni Maura de Palma és un jaciment arqueològic situat a l'Hort del Rei que fou destruït l'any 2004 per construir-hi un aparcament subterrani amb la connivència de l'Ajuntament de Palma, presidit aleshores per Catalina Cirer Adrover, del Partit Popular, i la del Consell Insular de Mallorca, aleshores presidit per Unió Mallorquina. Es tractava del jaciment arqueològic de més valor de la ciutat, i possiblement de l'illa, per la seva situació i pels períodes històrics que s'hi documentaven.
Ocupava el llit de l'antiga desembocadura de la Riera, navegable durant l'alta edat mitjana, i es trobava al peu de l'acròpoli de la ciutat, un lloc habitat d'ençà de l'època talaiòtica. El jaciment estava gairebé intacte i constituïa un registre de tota la història de la ciutat i de l'illa. El jaciment fou parcialment excavat per arqueòlegs de la Universitat de Granada. L'element moble més notable descobert fou part del pont Pisà, de l'època musulmana, que es desmuntà parcialment i sense garanties tècniques i es reconstruí dins l'aparcament. Per la seva situació en el punt més emblemàtic, monumentalment i històricament, i turístic de la ciutat, i pel seu contingut, hauria pogut ser una atracció turística important i un recurs educatiu de valor incalculable.
A hores d'ara, l'estudi de les troballes conservades continua a Granada i continuen també les actuacions judicials; també s'està buidant, sense intervenció arqueològica, el fons del llit de la riera. Les pressions socials serviren perquè el jaciment arqueològic trobat posteriorment a la Calatrava no fos totalment destruït.

## El jaciment arqueològic
L'indret del jaciment de l'avinguda Antoni Maura era molt ric i variat per la seva situació estratègica. Ocupava el darrer segment de l'antic llit de la riera, que fou navegable, prop de la seva desembocadura, anomenat la mar Petita a l'edat mitjana, i situat al peu del promontori de l'acròpoli de la ciutat, el palau de l'Almudaina. Aquesta acròpoli ja fou ocupada a l'antiguitat i s'hi superposaren les restes de totes les èpoques: talaiòtica, romana, romana d'Orient, musulmana, catalana i hispànica.
A la riba de la desembocadura de la riera, hi hagué els molls i desembarcadors de l'acròpoli, i els ponts per passar a la ciutat baixa, com el descobert pont Pisà, del període islàmic (segle x). El recinte de l'acròpoli estava separat de la riera per una murada, les restes de la qual foren descobertes i destruïdes també el 2004.
Al jaciment, hi havia també un registre de la major part de la prehistòria i història de Mallorca en forma de testimonis dipositats en el fons de la riera navegable, tots destruïts amb les obres, llevat d'alguns de l'expedició catalanopisana de Ramon Berenguer III (1114-1115). Hi havia restes, a més, de l'edat moderna, posteriors a la desviació de la riera fora de la ciutat, com els fonaments del bastió del Moll, de la murada renaixentista, part del moll del costat i restes de l'edat contemporània, com un col·lector del segle xvii amb volta de canó, i fonaments i soterranis de construccions de diferents segles.

## Destrucció
La construcció de l'aparcament a l'avinguda Antoni Maura i la destrucció del jaciment vengué després que es paralitzassin les obres de l'aparcament de la plaça de la porta de Santa Catalina per les protestes públiques i de l'aparcament del carrer de la Constitució pel descobriment de restes arqueològiques, de molta menys importància que les d'Antoni Maura. En el cas del carrer de la Constitució, les obres restaren aturades molt de temps per la indecisió del Consell, competent en protecció del patrimoni històric, a donar permís.
Durant la campanya electoral de les eleccions de 2004, el Partit Popular anuncià que tenia intenció de crear una gran zona de lleure entorn del moll Vell de Palma, just davant l'aparcament d'Antoni Maura, que es completaria soterrant circulació del passeig Marítim, que va del Portitxol fins a Portopí. S'anuncià que la construcció de l'aparcament formava part del pla de mobilitat de la ciutat, a pesar que les necessitats d'aparcament de la zona estaven ben cobertes per l'aparcament del parc de la Mar, del qual l'aparcament d'Antoni Maura és una ampliació.
Una vegada començades les excavacions arqueològiques, després de diverses troballes d'importància, l'Ajuntament de Palma demanà, el juliol de 2004, permís al Consell Insular per a construir l'aparcament quan encara no s'havien acabat les excavacions arqueològiques. L'excusa era que s'havia arribat al nivell freàtic i calien uns murs de contenció per poder continuar. La ponència tècnica del Consell Insular de Mallorca donà l'autorització amb la condició que continuàs la intervenció de l'arqueòleg paral·lela a la construcció de l'aparcament.
Aleshores, es confirmà el descobriment d'un pont de l'època islàmica del s X, conegut històricament com el pont Pisà. Unes declaracions de l'arqueòleg Guillem Rosselló Bordoy, a principis de setembre de 2004, sobre la seva importància i a favor de la seva conservació in situ foren l'inici d'una campanya espontània a favor de la protecció de tot el jaciment, en la qual participaren les principals associacions defensores del jaciment (Associació per a la Revitalització dels Centres Antics, Societat Arqueològica Lul·liana, departament de Ciències Històriques i Teories de les Arts de la UIB, Secció d'Arqueologia del Col·legi de Llicenciats, XV Congrés Nacional [Espanyol] d'Història de l'Art), associacions de veïns i partits polítics (EU-EV, PSOE-PSIB, ERC, PSM), periòdics mitjançant articles editorials, arqueòlegs i persones a títol particular, amb concentracions devora el jaciment, articles, cartes al director i comunicats a la premsa i cinc denúncies als tribunals, de particulars, associacions i partits polítics. L'associació d'empresaris de restauració AFEDECO demanà que es construís l'aparcament tot conservant el pont musulmà, de la mateixa manera que a l'aparcament de via Roma s'havia conservat la murada medieval. El Col·legi d'Arquitectes de les Balears considerà que l'aparcament s'hauria d'haver dissenyat dins un projecte més ampli de reforma de tota la zona i demanà que s'aturassin les obres. Finalment, l'Ajuntament de Palma repetí l'adjudicació de les obres per defectes de forma. El síndic de Greuges espanyol respongué a una denúncia afirmant que les institucions havien seguit el procediment correcte.
L'octubre de 2004, sense cap arqueòleg, es desmuntaren part de les restes del pont Pisà. L'abril de 2005, l'arqueòleg de les excavacions, Rafael Turatti, confirmà davant el jutjat d'instrucció que el seu informe i l'autorització del Consell Insular no emparaven el desmuntatge i trasllat del pont Pisà i que s'havia donat l'autorització d'obres sense l'informe complet de les excavacions arqueològiques. El maig de 2005, les obres de l'aparcament no havien començat. Al cap d'un any, completats els murs laterals de contenció i la placa horitzontal que sostenien que formava el ferm del carrer, s'estava buidant sense la presència de cap arqueòleg, tota la capa freàtica. El 15 de maig de 2007 s'inaugurà l'aparcament construït al jaciment arqueològic. Havia costat prop de 20 milions d'euros i s'hi reconstruí el peu del pont Jussà o Pisà. El 10 d'octubre, l'ajuntament de Palma rebé la sentència del jutjat del contenciós administratiu que rebutjava el recurs interposat per l'Associació per a la Revitalització dels Centres Antics (ARCA) contra l'aparcament.